# Hibernatus (pièce de théâtre)
Cet article concerne la pièce de Jean Bernard-Luc. Pour le film d'Édouard Molinaro, voir Hibernatus.
Hibernatus est une pièce de théâtre de Jean Bernard-Luc, représentée pour la première fois au théâtre de l'Athénée le 26 janvier 1957.
Elle a été adaptée au cinéma en 1969 avec Louis de Funès dans le rôle principal.
Elle est reprise au théâtre de la Michodière le 10 janvier 2015, dans une adaptation d'Éric-Emmanuel Schmitt, mise en scène par Steve Suissa, avec Jean-Luc Reichmann, Ingrid Chauvin et Raymond Acquaviva dans les rôles principaux.

## Distribution de la création
- Jean Parédès : Hubert de Tartas, metteur en scène de cinéma
- Germaine Auger : Edmée de Tartas, sa femme
- Claude Nicot : Didier, leur fils
- Marie-Blanche Vergne : Sylvie, leur fille
- André Philip : le cousin Charles
- François Guérin : Paul Fournier, l'« Hiberné »
- Jean-Pierre Marielle : le professeur Loriebat, psychiatre
- René-Jean Chauffard : son assistant
- Marie-José Pinel : Louise, la bonne
- Pierre Mirat : le maire du Vésinet
- Tony Jacquot : M. Amadour
- Nelly Vignon : Évelyne
- Georges Scey : le Capitaine
- Jean-Marie Bon : premier facteur
- Sarazin : deuxième facteur
- Serge Monteilhet : un mitron
- Lise Élina, Paul Gay, Louis Le Coz : Présentateurs télé (vidéo)

Mise en scène : Georges Vitaly
Décors : François Ganeau
Costumes : Guy Douvier